# サッカーデンマーク代表

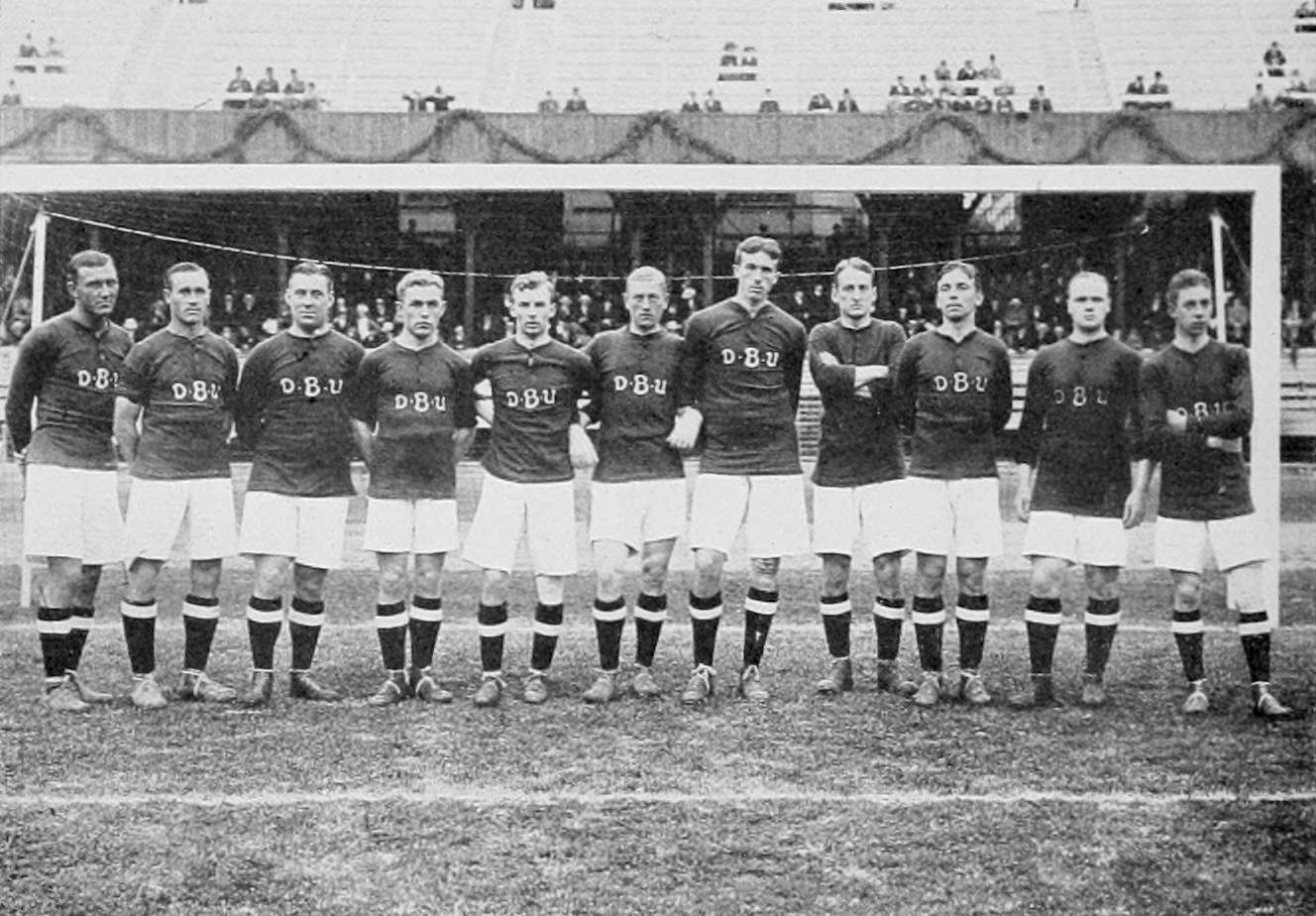
1912年ストックホルム五輪の代表選手

サッカーデンマーク代表（サッカーデンマークだいひょう、デンマーク語: Danmarks fodboldlandshold）は、デンマークサッカー協会（DBU）により編成されるデンマークのサッカーのナショナルチームである。

## 歴史

### 初期
「ダニッシュ・ダイナマイト」のあだ名を持つデンマーク代表は、古くからサッカーの強豪として知られていた。オリンピックでは1908年のロンドン、1912年のストックホルムと2大会連続で銀メダルを、1948年のロンドンオリンピックで銅メダル、1960年のローマオリンピックで銀メダルを獲得している。
ワールドカップには長らく参加しない状態が続いていたが、1958 FIFAワールドカップ スウェーデン大会から参加した。この大会では本大会に駒を進められず、以降、欧州予選敗退が続いていたが、80年代に入って好選手が次々に台頭して84年の欧州選手権でベスト4に進出し、実力国として注目を浴び始める。そして1986 FIFAワールドカップ メキシコ大会で本大会に初出場した。この大会ではプレーベン・エルケーア・ラルセンとミカエル・ラウドルップの2トップを擁してグループリーグを3戦全勝し、ベスト16でスペインに敗れたものの、3-5-2システムの果敢な攻撃サッカーから「ダニッシュ・ダイナマイト」と呼ばれた。

### 1990年代
1990 FIFAワールドカップ イタリア大会予選では、10月11日、最終節を前に出場権を争っていたルーマニアにホームで3-0と勝利し、勝ち点を8に伸ばし、勝ち点7のルーマニアを抜いて首位に立ち、2大会連続出場に王手をかけたが、11月15日のアウェーで1-3と敗れ、土壇場で本大会出場を逃した。
UEFA欧州選手権1992では、デンマークは本大会への出場権を懸けた予選でユーゴスラビアに競り負け、本来は本大会への出場資格を有していなかったが、ユーゴスラビア代表がスウェーデンに入国した段階で国際サッカー連盟（FIFA）と欧州サッカー連盟（UEFA)が国際連合の対ユーゴスラビア制裁に従って、ユーゴスラビアの出場資格を取り消したため、急遽ユーゴスラビアに代わって出場することになった。選手の殆どはバカンスに出かけていた状態であり、準備も出来ないまま大会に臨んだが、ピーター・シュマイケルやブライアン・ラウドルップらの活躍もあり、準決勝では延長PK戦の末に優勝候補のオランダ、決勝ではドイツを退けて初のビッグタイトルを獲得した。
1994 FIFAワールドカップ アメリカ大会予選では最終節を前に、アイルランドが勝ち点17、デンマークが勝ち点16、スペインが13であった。しかし最終節でデンマークがスペインとの直接対決で0-1で敗れ、デンマークはスペインに逆転され、2大会連続で最終節で逆転され、ワールドカップ出場を逃した。
1995年にはFIFAコンフェデレーションズカップの前身であるキング・ファハド・カップの決勝でアルゼンチンを破って優勝している。
1998 FIFAワールドカップ フランス大会では、ラウドルップ兄弟やシュマイケルらの活躍で優勝候補のナイジェリアをベスト16で破り、ベスト8でブラジルと対戦。善戦したものの2-3と破れたが、過去最高のベスト8を記録した。その後、ヨン・ダール・トマソンやクリスティアン・ポウルセンらの世代に交代したが、国際大会ではトーナメント1回戦の壁を越えられず、若手の台頭が乏しい状況となった。伝統的にスウェーデンには激しいライバル意識を持っており、UEFA EURO 2004やUEFA EURO 2008などで対戦している。

### 2010年代
2010 FIFAワールドカップ欧州予選では9節のスウェーデン戦でヤコブ・ポウルセンが79分に決めた先制点を守り切り、1試合を残して首位での本大会進出を決めた。予選10試合を5失点で乗り切り、2010 FIFAワールドカップにはニクラス・ベントナーやシモン・シェアーら新鋭を加えて出場したが、堅守が崩れてグループリーグ3戦全てで失点。オランダ、日本に次ぐグループEの3位に終わり、本戦出場を果たした大会では初めて決勝トーナメント進出を逃した。
2大会振りの出場となったUEFA EURO 2012ではグループBでドイツ、オランダ、ポルトガルと対戦。2010 FIFAワールドカップ準優勝のオランダを破るが、その後連敗してグループリーグ敗退となった。2014 FIFAワールドカップ、UEFA EURO 2016は予選敗退となった。
2018 FIFAワールドカップでは2次予選でアイルランドに勝利し、2010年以来2大会ぶりの本大会出場を決めた。本大会では初戦のペルー戦を1-0で勝利した後、2戦を引き分け、勝点5の2位で2002年大会以来の決勝トーナメント進出を果たした。迎えた決勝トーナメントのクロアチア戦では、開始58秒でマティアス・イェルゲンセンのゴールで先制しながら4分にマリオ・マンジュキッチのゴールで同点にされ、そのまま延長へと突入した。延長ではルカ・モドリッチのPKをGKのカスパー・シュマイケルが止めるなど120分で決着がつかずPK戦となり、シュマイケルが2本を止める活躍を見せたものの、デンマークはクロアチアのGKダニエル・スバシッチに3本を止められ2-3で敗退となり、1998年フランス大会以来のベスト8を逃してしまった。

### 2020年代
UEFA EURO 2020ではグループリーグ第1戦のフィンランド戦の前半途中、クリスティアン・エリクセンが心臓発作を起こしプレー続行不可能になるというアクシデントに遭遇した。エリクセンは、何とか一命を取り留めたもののフィンランド戦を0-1、更に続くベルギー戦も1-2で敗れ、絶体絶命のピンチに陥ったものの、第3戦のロシア戦ではミッケル・ダムスゴーらの奮闘で4-1で勝利し、ロシア、フィンランドと勝ち点3で並び得失点差で2位となりラウンドオブ16に進出する。ラウンドオブ16ではカスパー・ドルベリらの活躍でウェールズ、準々決勝ではチェコに勝利するも、準決勝ではイングランドに延長戦の末1-2で敗れた。このEURO 2020のフィンランド戦で、代表のメディカルスタッフやコーチングスタッフのエリクセンへの救命処置の行為に対し2021年のザ・ベスト・FIFAフットボールアウォーズでFIFAフェアプレー賞が贈られた。
2022 FIFAワールドカップに向けたヨーロッパ予選ではグループFに入り、第8節のオーストリアに勝利し、27得点無失点、8試合全勝で2試合を残しての2大会連続の本大会出場を決めた。本大会のグループリーグではチュニジアに0-0の引き分け、2戦目のフランス戦ではアンドレアス・クリステンセンのゴールで同点に追いつくも86分にキリアン・エムバペに追加点を決められ1-2で敗れた。3戦目のオーストラリアにも0-1で敗れたため4位になり、未勝利でグループリーグ敗退となった。

## 成績

### FIFAワールドカップ
| 開催国 / 年 | 成績               | 試       | 勝       | 分       | 負       | 得       | 失       |
| ----------- | ------------------ | -------- | -------- | -------- | -------- | -------- | -------- |
| 1930        | 不参加             | 不参加   | 不参加   | 不参加   | 不参加   | 不参加   | 不参加   |
| 1934        | 不参加             | 不参加   | 不参加   | 不参加   | 不参加   | 不参加   | 不参加   |
| 1938        | 不参加             | 不参加   | 不参加   | 不参加   | 不参加   | 不参加   | 不参加   |
| 1950        | 不参加             | 不参加   | 不参加   | 不参加   | 不参加   | 不参加   | 不参加   |
| 1954        | 不参加             | 不参加   | 不参加   | 不参加   | 不参加   | 不参加   | 不参加   |
| 1958        | 予選敗退           | 予選敗退 | 予選敗退 | 予選敗退 | 予選敗退 | 予選敗退 | 予選敗退 |
| 1962        | 不参加             | 不参加   | 不参加   | 不参加   | 不参加   | 不参加   | 不参加   |
| 1966        | 予選敗退           | 予選敗退 | 予選敗退 | 予選敗退 | 予選敗退 | 予選敗退 | 予選敗退 |
| 1970        | 予選敗退           | 予選敗退 | 予選敗退 | 予選敗退 | 予選敗退 | 予選敗退 | 予選敗退 |
| 1974        | 予選敗退           | 予選敗退 | 予選敗退 | 予選敗退 | 予選敗退 | 予選敗退 | 予選敗退 |
| 1978        | 予選敗退           | 予選敗退 | 予選敗退 | 予選敗退 | 予選敗退 | 予選敗退 | 予選敗退 |
| 1982        | 予選敗退           | 予選敗退 | 予選敗退 | 予選敗退 | 予選敗退 | 予選敗退 | 予選敗退 |
| 1986        | ベスト16           | 4        | 3        | 0        | 1        | 10       | 6        |
| 1990        | 予選敗退           | 予選敗退 | 予選敗退 | 予選敗退 | 予選敗退 | 予選敗退 | 予選敗退 |
| 1994        | 予選敗退           | 予選敗退 | 予選敗退 | 予選敗退 | 予選敗退 | 予選敗退 | 予選敗退 |
| 1998        | ベスト8            | 5        | 2        | 1        | 2        | 9        | 7        |
| 2002        | ベスト16           | 4        | 2        | 1        | 1        | 5        | 5        |
| 2006        | 予選敗退           | 予選敗退 | 予選敗退 | 予選敗退 | 予選敗退 | 予選敗退 | 予選敗退 |
| 2010        | グループリーグ敗退 | 3        | 1        | 0        | 2        | 3        | 6        |
| 2014        | 予選敗退           | 予選敗退 | 予選敗退 | 予選敗退 | 予選敗退 | 予選敗退 | 予選敗退 |
| 2018        | ベスト16           | 4        | 1        | 3        | 0        | 3        | 2        |
| 2022        | グループリーグ敗退 | 3        | 0        | 1        | 2        | 1        | 3        |
| 合計        | 出場6回            | 23       | 9        | 6        | 8        | 31       | 29       |

### UEFA欧州選手権
| 開催国 / 年 | 成績               | 試       | 勝       | 分       | 負       | 得       | 失       |
| ----------- | ------------------ | -------- | -------- | -------- | -------- | -------- | -------- |
| 1960        | 予選敗退           | 予選敗退 | 予選敗退 | 予選敗退 | 予選敗退 | 予選敗退 | 予選敗退 |
| 1964        | 4位                | 2        | 0        | 0        | 2        | 1        | 6        |
| 1968        | 予選敗退           | 予選敗退 | 予選敗退 | 予選敗退 | 予選敗退 | 予選敗退 | 予選敗退 |
| 1972        | 予選敗退           | 予選敗退 | 予選敗退 | 予選敗退 | 予選敗退 | 予選敗退 | 予選敗退 |
| 1976        | 予選敗退           | 予選敗退 | 予選敗退 | 予選敗退 | 予選敗退 | 予選敗退 | 予選敗退 |
| 1980        | 予選敗退           | 予選敗退 | 予選敗退 | 予選敗退 | 予選敗退 | 予選敗退 | 予選敗退 |
| 1984        | ベスト4            | 4        | 2        | 1        | 1        | 9        | 4        |
| 1988        | 1次リーグ敗退      | 3        | 0        | 0        | 3        | 2        | 7        |
| 1992        | 優勝               | 5        | 2        | 2        | 1        | 6        | 4        |
| 1996        | 1次リーグ敗退      | 3        | 1        | 1        | 1        | 4        | 4        |
| 2000        | 1次リーグ敗退      | 3        | 0        | 0        | 3        | 0        | 8        |
| 2004        | ベスト8            | 4        | 1        | 2        | 1        | 4        | 5        |
| 2008        | 予選敗退           | 予選敗退 | 予選敗退 | 予選敗退 | 予選敗退 | 予選敗退 | 予選敗退 |
| 2012        | グループリーグ敗退 | 3        | 1        | 0        | 2        | 4        | 5        |
| 2016        | 予選敗退           | 予選敗退 | 予選敗退 | 予選敗退 | 予選敗退 | 予選敗退 | 予選敗退 |
| 2021        | ベスト4            | 6        | 3        | 0        | 3        | 12       | 7        |
| 2024        | ベスト16           | 4        | 0        | 3        | 1        | 2        | 4        |
| 合計        | 出場10回/優勝1回   | 37       | 10       | 9        | 18       | 44       | 54       |

### オリンピック
| 開催年 | 結果                        | 試       | 勝       | 分       | 負       | 得       | 失       |
| ------ | --------------------------- | -------- | -------- | -------- | -------- | -------- | -------- |
| 1900   | 不参加                      | 不参加   | 不参加   | 不参加   | 不参加   | 不参加   | 不参加   |
| 1904   | 不参加                      | 不参加   | 不参加   | 不参加   | 不参加   | 不参加   | 不参加   |
| 1908   | 銀メダル                    | 3        | 2        | 0        | 1        | 26       | 3        |
| 1912   | 銀メダル                    | 3        | 2        | 0        | 1        | 13       | 5        |
| 1920   | グループステージ敗退        | 1        | 0        | 0        | 1        | 0        | 1        |
| 1924   | 不参加                      | 不参加   | 不参加   | 不参加   | 不参加   | 不参加   | 不参加   |
| 1928   | 不参加                      | 不参加   | 不参加   | 不参加   | 不参加   | 不参加   | 不参加   |
| 1936   | 不参加                      | 不参加   | 不参加   | 不参加   | 不参加   | 不参加   | 不参加   |
| 1948   | 銅メダル                    | 4        | 3        | 0        | 1        | 15       | 11       |
| 1952   | ベスト8                     | 3        | 2        | 0        | 1        | 7        | 6        |
| 1956   | 不参加                      | 不参加   | 不参加   | 不参加   | 不参加   | 不参加   | 不参加   |
| 1960   | 銀メダル                    | 5        | 4        | 0        | 1        | 11       | 7        |
| 1964   | 予選敗退                    | 予選敗退 | 予選敗退 | 予選敗退 | 予選敗退 | 予選敗退 | 予選敗退 |
| 1968   | 不参加                      | 不参加   | 不参加   | 不参加   | 不参加   | 不参加   | 不参加   |
| 1972   | ベスト8                     | 6        | 3        | 1        | 2        | 11       | 7        |
| 1976   | 予選敗退                    | 予選敗退 | 予選敗退 | 予選敗退 | 予選敗退 | 予選敗退 | 予選敗退 |
| 1980   | 不参加                      | 不参加   | 不参加   | 不参加   | 不参加   | 不参加   | 不参加   |
| 1984   | 予選敗退                    | 予選敗退 | 予選敗退 | 予選敗退 | 予選敗退 | 予選敗退 | 予選敗退 |
| 1988   | 予選敗退                    | 予選敗退 | 予選敗退 | 予選敗退 | 予選敗退 | 予選敗退 | 予選敗退 |
| 通算   | 最高成績 : 19大会中/7回出場 | 25       | 16       | 1        | 8        | 83       | 40       |

## 歴代監督
- ゼップ・ピオンテック 1979-1990
- メラー・ニールセン 1990-1996
- ボー・ヨハンソン 1996-2000
- モアテン・オルセン 2000-2015
- オーゲ・ハレイデ 2016-2020
- カスパー・ヒュルマンド 2020-

## 現招集メンバー
2022年9月、UEFAネーションズリーグのクロアチア戦とフランス戦に招集されたメンバー。
| No. | Pos. | 選手名                               | 生年月日（年齢）       | 出場数 | ゴール | 在籍クラブ                   |
| --- | ---- | ------------------------------------ | ---------------------- | ------ | ------ | ---------------------------- |
| 1   | GK   | カスパー・シュマイケル (副主将)      | 1986年11月5日（38歳）  | 84     | 0      | ニース                       |
| 2   | DF   | ヨアキム・アンデルセン               | 1996年5月31日（29歳）  | 17     | 0      | クリスタル・パレス           |
| 3   | DF   | ヴィクトル・ネルソン                 | 1998年10月14日（26歳） | 7      | 0      | ガラタサライ                 |
| 4   | DF   | シモン・ケアー                       | 1989年3月26日（36歳）  | 119    | 5      | ミラン                       |
| 5   | DF   | ヨアキム・メーレ                     | 1997年5月20日（28歳）  | 29     | 9      | アタランタ                   |
| 6   | DF   | アンドレアス・クリステンセン         | 1996年4月10日（29歳）  | 56     | 2      | バルセロナ                   |
| 7   | MF   | マティアス・イェンセン               | 1996年1月1日（29歳）   | 19     | 1      | ブレントフォード             |
| 8   | MF   | トーマス・デラネイ                   | 1991年9月3日（33歳）   | 69     | 7      | セビージャ                   |
| 9   | FW   | マルティン・ブライトバイテ           | 1991年6月5日（34歳）   | 60     | 10     | エスパニョール               |
| 10  | MF   | クリスティアン・エリクセン (第3主将) | 1992年2月14日（33歳）  | 115    | 38     | マンチェスター・ユナイテッド |
| 11  | FW   | アンドレアス・スコフ・オルセン       | 1999年12月29日（25歳） | 21     | 7      | クラブ・ブルッヘ             |
| 12  | FW   | カスパー・ドルベリ                   | 1997年10月6日（27歳）  | 35     | 10     | セビージャ                   |
| 13  | DF   | ラスムス・クリステンセン             | 1997年7月11日（27歳）  | 8      | 0      | リーズ・ユナイテッド         |
| 14  | FW   | ミッケル・ダムスゴー                 | 2000年7月3日（25歳）   | 16     | 4      | ブレントフォード             |
| 15  | MF   | フィリップ・ビリング                 | 1996年6月11日（29歳）  | 3      | 0      | ボーンマス                   |
| 16  | GK   | オリヴァー・クリステンセン           | 1999年3月22日（26歳）  | 1      | 0      | ヘルタ・ベルリン             |
| 17  | DF   | イェンス・ストリガー・ラーセン       | 1991年2月21日（34歳）  | 49     | 3      | トラブゾンスポル             |
| 18  | DF   | ダニエル・ヴァス                     | 1989年5月31日（36歳）  | 43     | 1      | ブレンビー                   |
| 19  | MF   | カスパー・ニールセン                 | 1994年4月29日（31歳）  | 0      | 0      | クラブ・ブルッヘ             |
| 20  | FW   | ラスムス・ホイルンド                 | 2003年2月4日（22歳）   | 0      | 0      | マンチェスター・ユナイテッド |
| 21  | DF   | アレクサンダー・バー                 | 1997年12月9日（27歳）  | 3      | 1      | ベンフィカ                   |
| 22  | GK   | フレデリク・レノウ                   | 1992年8月4日（32歳）   | 8      | 0      | ウニオン・ベルリン           |
| 23  | MF   | ピエール・エミール・ホイビュルク     | 1995年8月5日（29歳）   | 58     | 5      | トッテナム・ホットスパー     |
|     | FW   | ロベルト・スコフ                     | 1996年5月20日（29歳）  | 11     | 5      | ホッフェンハイム             |
|     | FW   | イェスパー・リンドストロム           | 2000年2月29日（25歳）  | 5      | 1      | フランクフルト               |
|     | FW   | アンドレアス・コルネリウス           | 1993年3月16日（32歳）  | 41     | 9      | コペンハーゲン               |

## 殿堂入り選手
1. Sophus Krølben Nielsen (1908–1919)
2. Sophus Målmand Hansen (1911–1920)
3. Carl Skomar Hansen (1918–1921)
4. Poul "Tist" Nielsen (1910–1925)
5. en:Pauli Jørgensen (1925–1939)
6. en:Carl Aage Præst (1945–1949)
7. Eigil Nielsen (1940–1951)
8. en:Knud Lundberg (1943–1956)
9. en:Aage Rou Jensen (1945–1957)
10. en:Harald Nielsen (1959–1960)
11. en:Henry From (1957–1961)
12. en:Poul Pedersen (1953–1964)
13. en:Henning Enoksen (1958–1966)
14. en:Per Røntved (1970–1982)
15. アラン・シモンセン (1972–1986)
16. フランク・アルネセン (1977–1987
17. プレーベン・エルケーア・ラルセン (1977–1988)
18. セーレン・レアビー (1978–1989)
19. ゼップ・ピオンテック (監督, 1979–1990)
20. en:Lars Høgh (1983–1995)
21. リチャード・メラー・ニールセン (監督, 1990–1996)
22. ミカエル・ラウドルップ (1982–1998)
23. ブライアン・ラウドルップ (1987–1998)
24. ピーター・シュマイケル (1987–2001)
25. モアテン・オルセン (1970–1989, 監督 2000–2015)

## 歴代選手
| - ピーター・シュマイケル - トーマス・セーレンセン - イェスパー・クリスティアンセン - ステファン・アンデルセン - アンデルス・リンデゴーア - カスパー・シュマイケル | - モアテン・オルセン - ヨン・シヴェベーク - イヴァン・ニールセン - ヤン・ハインツェ - ラルス・オルセン - トーマス・ヘルヴェグ - ニクラス・イェンセン - マルティン・ラウルセン - ペア・クロルドルップ - ダニエル・アッゲル - ラルス・ヤコブセン - シモン・ケアー - ミカエル・ヤコブセン - ミカエル・ラムブ - マティアス・ヨルゲンセン - アンドレアス・クリステンセン - ヤニク・ヴェスターゴーア - ヨアキム・メーレ | - フランク・アルネセン - セーレン・レアビー - クラウス・ベアグリーン - ミカエル・ラウドルップ - ヤン・メルビー - キム・ヴィルフォルト - ヨン・イェンセン - ブライアン・スティーン・ニールセン - アラン・ニールセン - マルティン・イェルゲンセン - トーマス・グラヴェセン - イェスパー・グレンケア - クラウス・イェンセン - クリスティアン・ポウルセン - ダニエル・イェンセン - トーマス・カーレンベルグ - レオン・アンドレアセン - ウィリアム・クヴィスト - ヤコブ・ポウルセン - クリスティアン・エリクセン - ラセ・シェーネ - ピエール・エミール・ホイビュルク - ミッケル・ダムスゴー | - ポウル・ニールセン - アラン・シモンセン - ヘニング・イェンセン - プレーベン・エルケーア・ラルセン - イエスパー・オルセン - ブライアン・ラウドルップ - フレミング・ポウルセン - ヨン・ダール・トマソン - エッベ・サンド - デニス・ロンメダール - セーレン・ラーセン - ニクラス・ベントナー - モルテン・スコウボ - ヴィクトル・フィッシャー - アンドレアス・コルネリウス - ユスフ・ポウルセン - マルティン・ブライトバイテ - カスパー・ドルベリ |

## 歴代記録

### 出場数ランキング
2023年10月17日時点
| 順位 | 名前                       | 出場数 | 期間      |
| ---- | -------------------------- | ------ | --------- |
| 1    | シモン・ケアー             | 130    | 2009-     |
| 2    | ピーター・シュマイケル     | 129    | 1987-2001 |
| 3    | デニス・ロンメダール       | 126    | 2000-2014 |
| 3    | クリスティアン・エリクセン | 126    | 2010-     |
| 5    | ヨン・ダール・トマソン     | 112    | 1997-2010 |
| 6    | トーマス・ヘルヴェグ       | 108    | 1994-2007 |
| 7    | ミカエル・ラウドルップ     | 104    | 1982-1998 |
| 8    | モアテン・オルセン         | 102    | 1970-1989 |
| 8    | マルティン・ヨルゲンセン   | 102    | 1998-2011 |
| 10   | トーマス・セーレンセン     | 101    | 1999-2012 |

### 得点数ランキング
2023年10月17日時点
| #  | 名前                             | 得点数 | 期間      |
| -- | -------------------------------- | ------ | --------- |
| 1  | ポウル・ニールセン               | 52     | 1910-1925 |
| 1  | ヨン・ダール・トマソン           | 52     | 1997-2010 |
| 3  | パウリ・イェルゲンセン           | 44     | 1925-1939 |
| 4  | オーレ・マドセン                 | 42     | 1958-1969 |
| 5  | クリスティアン・エリクセン       | 40     | 2010-     |
| 6  | プレーベン・エルケーア・ラルセン | 38     | 1977-1988 |
| 7  | ミカエル・ラウドルップ           | 37     | 1982-1998 |
| 8  | ニクラス・ベントナー             | 30     | 2006-2018 |
| 9  | ヘニング・エノクセン             | 29     | 1958-1966 |
| 10 | ブライアン・ラウドルップ         | 22     | 1987-1998 |
| 10 | エッベ・サンド                   | 22     | 1998-2004 |